# Trajcso Trajkov
Trajcso Trajkov (születési nevén Trajcso Dimitrov Trajkov, bolgárul: Трайчо Димитров Трайков; Szófia, Bulgária, 1970. április 19.) bolgár közgazdász, politikus, 2009 és 2012 között Bulgária gazdasági, energiaügyi és turisztikai minisztere. A Polgárok Bulgária Európai Fejlődéséért (GERB) nevű, 2006-ban alapított jobbközép beállítottságú párt tagja.

## Élete és pályafutása
Trajkov 1970. április 19-én született a bolgár fővárosban, Szófiában. Tanulmányait a legnevesebb bulgáriai középiskolák egyikében folytatta, amely egyben az első angol tanítási nyelvű iskola Szófia területén. Ezt követően fokozatot szerzett a szófiai székhelyű Nemzeti és Világgazdasági Egyetemen a nemzetközi gazdasági kapcsolatok területén belül. A közgazdász ezen kívül rendelkezik egy posztgraduális diplomával a németországi Gautingban működő Controller Akademie nevű akadémiáról. 2006-ban csatlakozott az ausztriai EVN Group cég bulgáriai szervezetéhez, amelynek jogtanácsosként a tulajdonában vannak a Plovdiv és Sztara Zagora városainak területén üzemelő villamosenergia-elosztó vállalatok.
2009. július 27-én kinevezték az újonnan megalakított bolgár Gazdasági, Energiaügyi és Turisztikai Minisztérium vezetőjévé Bojko Boriszov kormányában. A kinevezést a helyi sajtó úgy írta le, mint „a legváratlanabb fogás Boriszov kabinetének létrehozásában és a legismeretlenebb is”. A miniszteri székben a szocialista Petar Dimitrovot váltotta, aki gazdasági és energiaügyi miniszterként szolgált a korábbi kormány tagjaként.
2012 februárjában a miniszter vizsgálatot indított az ország déli részein található gátak kapcsán, miután több panaszról értesült a gátak meghibásodásával kapcsolatosan, majd egy hónap múlva, 2012 márciusában bejelentették, hogy Trajkovot elbocsátották miniszteri állásából, mert állítólag késleltette az energiaügyekkel kapcsolatos projekteken való munkát. A Bulgaria Dnesz címet viselő bolgár nyelvű napilap információi szerint a miniszteri székéből való elbocsátása kifejezetten a Belene atomerőmű miatt volt, amelyet egy abban a hónapban befejezett projektnek a keretében akartak megépíteni. Trajcso Trajkov maga „erős pozíciójából való elbocsátását annak tulajdonította, hogy több tárgyalás is történt Oroszországgal, amikor azt követelte, hogy Oroszországnak csökkentenie kéne a Belene erőmű építési költségeit, valamint a gázárakat is le kéne csökkentenie akár 15 százalékkal egy újabb szállítási szerződéssel, és a Déli Áramlat csővezetékből való növekedés visszatérhetne több mint 8 százalékkal”. Az elbocsátott minisztert párttára és korábbi helyettese, Deljan Dobrev váltotta pozíciójában.